# Angela Maria Bottari
Pour les articles homonymes, voir Bottari.
Angela Maria Bottari (née à Messine le 16 mars 1945, où elle est morte le 14 novembre 2023) est une femme politique italienne.
Membre du Parti communiste italien, elle siège à la Chambre des députés de 1976 à 1987. Elle est à l'origine de plusieurs lois sur les droits des femmes, dont celle contre les violences sexuelles.

## Biographie
Active politiquement dans le milieu universitaire depuis 1968, Angela Bottari rejoint le Parti communiste italien en 1971, en tant que dirigeante de la Fédération de Messine. En 1975, elle est élue conseillère municipale de Messine.
Lors des élections parlementaires italiennes de 1976, elle est élue députée du PCI, et reste à Montecitorio pendant trois mandats consécutifs, jusqu'en 1987. À la Chambre des députés, Angela Bottari présente le premier projet de loi contre les violences sexuelles, et est également le premier rapporteur de la loi 442 qui, en 1981, conduit à l'abrogation du crime d'honneur et du mariage réparateur.
À partir de 1996, elle est secrétaire régionale du PDS en Sicile. De 2005 à 2007, elle est conseillère municipale à Messine, chargée de la régénération urbaine et des politiques de logement.
Angela Bottari est morte à Messine le 14 novembre 2023, à l'âge de 78 ans des suites d'un cancer.